# Mungos
Mungos (E.Geoffroy & Cuvier, 1795) è un genere composto da due specie di mangusta, diffuse nelle savane dell'Africa subsahariana.
Sono animali terricoli e prevalentemente insettivori.

## Tassonomia
- Mangusta gambiense, Mungos gambianus (Ogilby, 1835) - dal Gambia alla Nigeria
- Mangusta striata, Mungos mungo  (Gmelin, 1788) - Africa meridionale e sud del Sahara escluso il Congo e l'Africa sudoccidentale